# Ñiquén
Ñiquén é uma comuna da província de Ñuble, localizada na Região de Biobío, Chile. Possui uma área de 493,1 km² e uma população de 11.421 habitantes (2002).